# Arichanna subolivacea
Arichanna subolivacea är en fjärilsart som beskrevs av W. Warren 1893. Arichanna subolivacea ingår i släktet Arichanna och familjen mätare. Inga underarter finns listade i Catalogue of Life.